# Cescau (Pyrénées-Atlantiques)
Cescau település Franciaországban, Pyrénées-Atlantiques megyében. Lakosainak száma 624 fő (2022. január 1.). Cescau Bougarber, Boumourt, Casteide-Cami, Denguin, Labastide-Monréjeau, Mazerolles, Serres-Sainte-Marie és Viellenave-d’Arthez községekkel határos.

## Népesség
A település népességének változása:
| Lakosok száma | 545  | 574  | 613  | 598  | 605  | 612  | 619  | 625  | 624  |
|               | 2013 | 2015 | 2016 | 2017 | 2018 | 2019 | 2020 | 2021 | 2022 |